# 鹭鸶兰属
鹭鸶兰属（学名：Diuranthera）是百合科下的一个属，为多年生草本植物。该属共有小鹭鸶兰（Diuranthera minor）、鹭鸶兰（Diuranthera major）等3种，分布于中国西南部。